# Above the Rim (banda sonora)
Above the Rim: The Soundtrack es la banda sonora oficial de la película Above the Rim de 1994. El álbum, lanzado por Death Row e Interscope Records el 22 de marzo de 1994, fue producido ejecutivamente por Suge Knight y Kenny Ortíz.
Seis sencillos fueron lanzados de la banda sonora. El álbum tuvo éxito crítica y comercialmente, vendiendo dos millones de copias y logrando el premio a la mejor banda sonora del año en los premios de la revista The Source de 1995. La banda sonora también es conocida por incluir la canción "Pain" del rapero 2Pac, siendo su debut en Death Row.

## Lista de canciones
| #  | Título                       | Duración | Productor(es)                        | Colaborador(es)                                                       | Samples                                                                                               |
| -- | ---------------------------- | -------- | ------------------------------------ | --------------------------------------------------------------------- | --- |
| 1  | "Anything"                   | 4:07     | Brian Morgan                         | SWV                                                                   | "Get Up and Dance" de Freedom                                                                         |
| 2  | "Old Times' Sake"            | 4:20     | Nikke Nikole                         | Sweet Sable                                                           | "Intimate Friends" de Eddie Kendricks                                                                 |
| 3  | "Part Time Lover"            | 4:08     | DeVante Swing                        | H-Town                                                                | "Summer Madness" de Kool & the Gang                                                                   |
| 4  | "Big Pimpin'"                | 3:58     | Dat Nigga Daz                        | Tha Dogg Pound con Big Pimpin' Delemond, Nate Dogg & Snoop Doggy Dogg | |
| 5  | "Didn't Mean to Turn You On" | 4:38     | 2nd II None, DJ Quik                 | 2nd II None                                                           | "I Don't Believe You Want to Get Up and Dance (Oops)" de The Gap Band                                 |
| 6  | "Doggie Style"               | 4:33     | Suamana Brown                        | DJ Rogers                                                             | |
| 7  | "Regulate"                   | 4:11     | Warren G                             | Warren G con Nate Dogg                                                | - "I Keep Forgettin' (Every Time You're Near)" de Michael McDonald - "Sign of the Times" de Bob James |
| 8  | "Pour Out a Little Liquor"   | 3:30     | Johnny J                             | 2Pac & Thug Life                                                      | "Cry Together" de The O'Jays                                                                          |
| 9  | "Gonna Give It to Ya"        | 4:53     | Paisley                              | Jewell con Aaron Hall                                                 | |
| 10 | "Afro Puffs"                 | 4:50     | Dr. Dre                              | Lady of Rage con Snoop Doggy Dogg                                     | |
| 11 | "Jus So Ya No"               | 4:06     | Tony Green                           | CPO con Boss Hogg                                                     | "Tonight's the Night" de Raydio                                                                       |
| 12 | "Hoochies Need Love Too"     | 4:41     | S "Bright Eyes" Riley, Suamana Brown | Paradise                                                              | "Groove with You" de The Isley Brothers                                                               |
| 13 | "I'm Still in Love With You" | 3:47     | Al B. Sure!                          | Al B. Sure!                                                           | "I'm Still in Love With You" de Al Green y Willie Mitchell                                            |
| 14 | "Crack 'Em"                  | 4:25     | DJ Quik, O.F.T.B., T.K.O.            | O.F.T.B.                                                              | "Playing Your Game Baby" de Barry White                                                               |
| 15 | "U Bring da Dog Out"         | 4:01     | Sean "Barney" Thomas                 | Rhythm & Knowledge                                                    | |
| 16 | "Blowed Away"                | 4:06     | DeVante Swing & Timbaland            | B-Rezell                                                              | |
| 17 | "It's Not Deep Enough"       | 4:28     | Mr. Dalvin                           | Jewell                                                                | "Wind Parade" de Donald Byrd                                                                          |
| 18 | "Dogg Pound 4 Life"          | 4:59     | Dat Nigga Daz                        | Tha Dogg Pound con Snoop Doggy Dogg                                   | |

## "Pain"
"Pain" fue la primera canción que 2Pac grabó bajo el sello Death Row Records (la otra fue "Pour Out A Little Liquor"). Fue incluida en el lado-B del casete y vinilo de la banda sonora, pero omitida de la edición en compact disc. La canción cuenta con la colaboración de Stretch, quien fue asesinado exactamente un año después del primer tiroteo a 2Pac. Existe también un remix incluido en el álbum Nu-Mixx Klazzics Vol. 2 con Styles P y Butch Cassidy, y producido por Black Jeruz. 
Ja Rule versionó la canción y la tituló "So Much Pain", y forma parte de su álbum Pain Is Love. Ja Rule canta el primer verso de Tupac y el único de Stretch, y la canción finaliza con el último verso de 2Pac original. Esta versión fue uno de los factores que hizo que 50 Cent, Eminem y Busta Rhymes grabaran una remezcla de la canción "Hail Mary" de 2Pac con letras ofensivas hacia Ja Rule, acusándole de intentar imitar a 2Pac.
La introducción de la canción proviene de la película Star trek V: la última frontera.

## Canciones lanzadas como lado-B por sencillos del álbum
- "Deeper" de Lord G
- "Mi Monie Rite" de Lord G (Producida por Tony Green)[1]
- "Loyal to the Game" de 2Pac, Treach & Riddler (Producida por Reginald Heard)
  - Samples "Sparkle" de Cameo
- "Pain" de 2Pac (con Stretch) (Producida por Stretch)
  - Samplea "Living Inside Your Love" de Earl Klugh[2]
- "Take It To Ya Face" de Naughty By Nature
  - Samplea la canción de Shaft (Escrita por Isaac Hayes)
- "Holler If Ya Hear Me" de 2Pac
- "Mobbin' with Tha Dogg Pound" de Tha Dogg Pound
- "Worldwide" de Akinyele Adams (como Akinyele)
- "(So Far) The Ghetto's Been Good To Me" de Yz
- "PUMP PUMP" de Snoop Doggy Dogg
- "Oh Shit" de The Pharcyde
- "Stick 'Em Up" de Beastie Boys
  - "Spirit Cheers" de Georgetown University Pep Band, cortesía de la Universidad de Georgetown

## Posiciones en lista

### Álbum
| Lista (1994)                | Posición máxima |
| --------------------------- | --------------- |
| U.S. Billboard 200          | #2              |
| U.S. Top R&B/Hip-Hop Albums | #1              |

### Sencillos
| Canción           | Lista (1994)                            | Posición máxima |
| ----------------- | --------------------------------------- | --------------- |
| "Afro Puffs"      | U.S. Hot Dance Music/Maxi-Singles Sales | 5               |
| "Afro Puffs"      | U.S. Hot R&B/Hip-Hop Singles & Tracks   | 31              |
| "Afro Puffs"      | U.S. Hot Rap Singles                    | 5               |
| "Afro Puffs"      | U.S. The Billboard Hot 100              | 57              |
| "Anything"        | Hot Dance Music/Maxi-Singles Sales      | 1               |
| "Anything"        | Hot R&B/Hip-Hop Singles & Tracks        | 4               |
| "Anything"        | U.S. Rhythmic Top 40                    | 4               |
| "Anything"        | The Billboard Hot 100                   | 18              |
| "Part Time Lover" | Hot Dance Music/Maxi-Singles Sales      | 17              |
| "Part Time Lover" | Hot R&B/Hip-Hop Singles & Tracks        | 9               |
| "Part Time Lover" | The Billboard Hot 100                   | 57              |
| "Regulate"        | Hot R&B/Hip-Hop Singles & Tracks        | 7               |
| "Regulate"        | Hot Rap Singles                         | 1               |
| "Regulate"        | Rhythmic Top 40                         | 3               |
| "Regulate"        | U.S. Top 40 Mainstream                  | 32              |
| "Regulate"        | The Billboard Hot 100                   | 2               |